# Station Chromin
Station Chromin is een spoorwegstation in de Poolse plaats Chromin.